# Ailly
Ailly és un municipi francès situat al departament de l'Eure i a la regió de Normandia. L'any 2007 tenia 1.040 habitants.

## Demografia

### Població
El 2007 la població de fet d'Ailly era de 1.040 persones. Hi havia 392 famílies, de les quals 74 eren unipersonals (37 homes vivint sols i 37 dones vivint soles), 122 parelles sense fills, 184 parelles amb fills i 12 famílies monoparentals amb fills.
La població ha evolucionat segons el següent gràfic:
Habitants censats

### Habitatges
El 2007 hi havia 424 habitatges, 392 eren l'habitatge principal de la família, 23 eren segones residències i 8 estaven desocupats. Tots els 420 habitatges eren cases. Dels 392 habitatges principals, 354 estaven ocupats pels seus propietaris, 30 estaven llogats i ocupats pels llogaters i 8 estaven cedits a títol gratuït; 2 tenien una cambra, 22 en tenien dues, 57 en tenien tres, 107 en tenien quatre i 204 en tenien cinc o més. 312 habitatges disposaven pel capbaix d'una plaça de pàrquing. A 129 habitatges hi havia un automòbil i a 237 n'hi havia dos o més.

### Piràmide de població
La piràmide de població per edats i sexe el 2009 era:
| Homes | Edats   | Dones |
| ----- | ------- | ----- |
| 0     | 95 o +  | 0     |
| 0     | 90 a 94 | 0     |
| 4     | 85 a 89 | 8     |
| 8     | 80 a 84 | 16    |
| 8     | 75 a 79 | 8     |
| 24    | 70 a 74 | 8     |
| 20    | 65 a 69 | 12    |
| 4     | 60 a 64 | 20    |
| 12    | 55 a 59 | 12    |
| 28    | 50 a 54 | 20    |
| 44    | 45 a 49 | 40    |
| 28    | 40 a 44 | 36    |
| 24    | 35 a 39 | 40    |
| 32    | 30 a 34 | 20    |
| 20    | 25 a 29 | 28    |
| 32    | 20 a 24 | 12    |
| 20    | 15 a 19 | 20    |
| 28    | 10 a 14 | 16    |
| 32    | 5 a 9   | 16    |
| 32    | 0 a 4   | 4     |

## Economia
El 2007 la població en edat de treballar era de 683 persones, 551 eren actives i 132 eren inactives. De les 551 persones actives 524 estaven ocupades (287 homes i 237 dones) i 27 estaven aturades (9 homes i 18 dones). De les 132 persones inactives 45 estaven jubilades, 46 estaven estudiant i 41 estaven classificades com a «altres inactius».

### Ingressos
El 2009 a Ailly hi havia 387 unitats fiscals que integraven 1.073 persones, la mediana anual d'ingressos fiscals per persona era de 21.543 €.

### Activitats econòmiques
Dels 42 establiments que hi havia el 2007, 1 era d'una empresa extractiva, 1 d'una empresa alimentària, 14 d'empreses de construcció, 3 d'empreses de comerç i reparació d'automòbils, 5 d'empreses de transport, 2 d'empreses d'hostatgeria i restauració, 2 d'empreses d'informació i comunicació, 1 d'una empresa immobiliària, 6 d'empreses de serveis, 2 d'entitats de l'administració pública i 5 d'empreses classificades com a «altres activitats de serveis».
Dels 15 establiments de servei als particulars que hi havia el 2009, 1 era una funerària, 4 paletes, 1 guixaire pintor, 4 fusteries, 2 lampisteries, 1 electricista, 1 empresa de construcció i 1 perruqueria.
L'any 2000 a Ailly hi havia 28 explotacions agrícoles que ocupaven un total de 1.221 hectàrees.

## Equipaments sanitaris i escolars
El 2009 hi havia una escola elemental.

## Poblacions més properes
El següent diagrama mostra les poblacions més properes.